# Reel Bad Arabs (Film)
Reel Bad Arabs ist eine Dokumentation aus dem Jahre 2006 von Sut Jhally, welche auf dem Buch Reel Bad Arabs von Jack Shaheen beruht. Der Autor Jack Shaheen begleitet den Zuschauer auch als Sprecher durch den Film.
Die 50-minütige Dokumentation beschäftigt sich mit der Darstellung von Arabern in Hollywoodfilmen und der Verquickung Hollywoods mit der Außenpolitik der amerikanischen Regierung. Laut Auffassung des Autors ist diese Darstellung verzerrt und sie bedient rassistische, islamophobe, fremdenfeindliche Klischees.
Der Dokumentation liegt die Analyse von über 900 Spielfilmen zugrunde. Jhally zeigt dabei immer wieder Ausschnitte von Filmszenen, um Shaheens Thesen zu belegen.

## Inhalt

### Das mythische Araberland
Shaheen zeigt auf, dass sich die verzerrte Darstellung der Araber ein Thema ist, welches sich seit Jahrzehnten durch Hollywood-Filme zieht. Er macht dafür einen Sprung von der Darstellung Araber in Filmen der zwanziger Jahre bis zum Zeichentrickfilm „Aladdin“, einem Film, der sich besonders an junge Zuschauer richtet. Der (arabische) Sänger singt im Intro des Films ein Lied über das altertümliche Arabien mit der Textzeile („wo man dir die Ohren abschneidet, das klingt zwar barbarisch, aber hey, es ist meine Heimat“) diese Textzeile wurde später nach Protesten des American-Arab Anti-Discrimination Committee abgemildert. Der Zeichentrickfilm zeigt weiterhin gute Protagonisten mit eher westlichen Gesichtszügen und böse Araber mit Hakennasen und dunklerem Erscheinungsbild. Abgesehen davon herrscht totale Anarchie. Im 1940er-Jahre Zeichentrickfilm der Firma Looney Tunes Ali Baba, der wahnsinnige Hund aus der Wüste wurde bereits Jahrzehnte vorher ein ähnliches Bild gezeichnet. Shaheen schließt weitere Szenen an: In Jäger des verlorenen Schatzes dienen die Ägypter dem Helden Indiana Jones nur als Zielscheibe. Und in Happy Hooker goes to Washington (1977) erzählt ein Araber, er würde mit Hunden und Ziegen Sex haben. In True Lies werden die Araber gezeigt als eine Mischung aus Trotteln und teuflisch Gerissenen, die die USA bedrohen. In Auf dem Highway ist die Hölle los wird der Araber als hakennasiger Finsterling dargestellt, der sexbesessen ist und eine besondere Vorliebe für Blondinen hat, da er von Frauen mit Schnurrbärten die Nase voll habe. Die Blonden wolle er für seinen Harem. Das Klischee des Arabers, der verrückt nach westlichen Frauen ist, wird weiterhin bedient in Sahara, Protocol – Alles tanzt nach meiner Pfeife, Sag niemals nie, Auf der Jagd nach dem Juwel vom Nil. Im Spielfilm „Chapter two“ wird die Frage „Wie war London?“ mit „Voller Araber“ beantwortet. Jack Shaheen fordert den Zuschauer dazu auf, sich vorzustellen, die Antwort hätte „voller Juden“ oder „voller Latinos“ gelautet.
Eine der schlimmsten Darstellungen ist seiner Meinung nach die Darstellung eines Arabers in Vater der Braut 2. Ein hakennasiger Araber verhandelt mit Steve Martin in schlechtem Englisch über dessen Haus, als die arabische Ehefrau etwas sagen will, wird sie von ihm vor allen angeschrieen und hält danach unterwürfig den Mund. Der Araber hat das Haus gekauft und als Steve Martin das Haus wiederhaben will, nutzt er geldgierig seine Notsituation aus. Shaheen sieht hier die antisemitischen Klischees vom bösartigen geldgierigen und gerissenen Juden, der den ehrlichen weißen Christen übers Ohr haut, auf den Araber übertragen. Auch beim Film Gladiator wird der Hauptdarsteller von einem arabischen Sklavenhändler verkauft.
Mit diesen beiden Szenen möchte Shaheen deutlich machen, dass auch in Filmen, in denen Araber eigentlich keine Rolle spielen (Gladiator schildert das Schicksal eines Römers, der in Rom für einen römischen Gladiatoreninhaber kämpfen muss, Vater der Braut 2 schildert einen weißen christlichen Amerikaner, der sich um die Probleme seiner christlichen Familie kümmert), Araber als Schurken künstlich in die Handlung eingebaut werden.
Ein weiteres Beispiel für dieses „absurde“ Einfügen von Arabern ist Zurück in die Zukunft: Mitten in den USA, rasen „Libyer“ gehüllt in Palästinensertücher in einem VW-Bulli durch die Nacht und verüben in einer Mischung aus Brutalität und Idiotie Mordanschläge, als wären sie in Beirut während des Bürgerkrieges.

### Die arabische Bedrohung: Nahostpolitik und Hollywood
Mit dem Zitat Jack Valentis „Washington und Hollywood sind genetisch verwandt“ beginnt das nächste Kapitel des Films. Wichtige Aspekte der Filmindustrie sind der Nahostkonflikt, in dem die USA treu auf der Seite Israels stehen, das arabische Öl-Embargo 1973, das die Amerikaner wegen des Benzins sehr geärgert hat, und die islamische Revolution im Iran 1979. Diese Ereignisse hätten sich tief in das amerikanische Bewusstsein gebrannt. Ein wichtiges Klischee, das immer wiederkehrt, ist der schmierige Scheich: So in Das Rollover-Komplott, wo der Filmemacher der Verschwörungstheorie anhängt, die Araber würden die Weltwirtschaft so beherrschen, dass sie eine Weltwirtschaftskrise auslösen könnten. Die Figur des schmierigen Scheichs taucht ebenfalls in Indiana Jones und der letzte Kreuzzug und Ernest in the Army auf.
Im Film Network (1976) wird laut Shaheen extrem gegen Araber gehetzt. Hier wird die Verschwörungstheorie vertreten, die „Araber“ würden die USA aufkaufen und nur das amerikanische Volk könne sich dagegen erheben. Anschließend zeigt Shaheen Parallelen zur antisemitischen Nazi-Propaganda auf. In Jud Süß wird „der Jude“ als raffgierig dargestellt. Vergleichbare Bilder lieferte der Stürmer. Der Jude ist als hässlicher, raffgieriger Finsterling dargestellt, der deutsche Kinder bedroht und untermauert ist dies durch Propagandaplakate des Nazi-Regimes, auf denen ein Geld an sich raffender Jude abgebildet ist. Shaheen stellt ein Bild aus dem Film Aladdin dagegen, welches fast aus dem Stürmer kopiert worden sein könnte: Der Araber als dunkler, hakennasiger Finsterling, der gierig Schätze an sich rafft.
Er vergleicht diese Darstellung ebenfalls mit dem Jud Süß-Plakat und dem Araber in Gladiator.

### Terror inc.: Dämonisierung von Arabern und Muslimen
Seit der Gründung Israels haben die USA immer deutlich gemacht, auf wessen Seite sie stünden, so Shaheen. Die Interessen der Palästinenser im Nahen Osten seien für die Amerikaner immer irrelevant gewesen. Shaheen behauptet, dass es keine einzige positive Darstellung eines Palästinensers in Hollywoodfilmen gäbe. Angehörige dieses Volkes seien ausschließlich Bestien in Menschengestalt. Dies wird durch Ausschnitte von Death before Dishonor untermalt, wo auch Palästinenserinnen Monster sind, die unschuldige Amerikaner foltern. Den Beginn dieser Darstellung macht Shaheen im Jahre 1960 an den Film Exodus fest, wo die Palästinenser, mit den Nazis in Verbindung gebracht werden. Ebenfalls kritisiert wird der Film Der Schatten des Giganten. Kirk Douglas’ Worte sind laut Shaheen die „kritiklos Übernahme der Propaganda Israels“. Palästinenser indes werden ausschließlich als Bestien dargestellt, die jederzeit grundlos morden würden. In einer „absurden“ Szene erschießen sie auch einen wehrlosen Israeli, der eine weiße Taube in der Hand hält. Weiterhin sieht man verstümmelte Frauenleichen. Man hört die Palästinenser weiterhin niemals reden, in einer Szenen schreien sie, aber nur, um Israelis zu terrorisieren. Zehn Jahre später im Film Schwarzer Sonntag (1977) tauchen wieder Palästinenser auf, diesmal um 80.000 Amerikaner zu ermorden, in Helden USA (OT: Death before Dishonor), wieder ein Jahrzehnt später werden erneut Palästinenser als Monster gezeigt.
Vor allem den israelischen Produzenten Yoram Globus und Menahem Golan wirft Shaheen vor, besonders viele Propagandafilme gedreht zu haben: Innerhalb von 20 Jahren hätten diese mindestens 30 antiarabische Filme gedreht. Darunter The Human Shield, Firewalker, Bolero, The Hitman. Ein besonders „absurdes Beispiel“ dieser Filme sei der Film “Hell Squad” wo dickbusige Las-Vegas-Showgirls in Miniröcken bewaffnet gegen Araber kämpfen. Einer der „schlimmsten Filme“ sei laut Shaheen der Film „Delta Force“ und der am stärksten antipalästinensische Film sei True Lies. Was niemals gezeigt werde, seien leidende Palästinenser oder palästinensische Flüchtlinge. Es scheine ein ungeschriebenes Gesetz in Hollywood zu sein, niemals einen leidenden Palästinenser zeigen zu dürfen. Ebenfalls gäbe es keinen Film, wo Palästinenser wenigstens als normale Menschen dargestellt werden.

### Der einzig gute Araber…
Shaheen zeigt ebenfalls auf, dass Filme, die er für antiarabisch hält, wie etwa Der stählerne Adler oder Navy Seals – Die härteste Elitetruppe der Welt in Zusammenarbeit mit dem amerikanischen Verteidigungsministerium entstanden sind. Den Film, den Shaheen als antiarabischsten überhaupt hält, ist Rules – Sekunden der Entscheidung, ein Film, der vom ehemaligen US-Marineoffizier Jim Webb mitgeschrieben worden war. Hier werde der Massenmord an Arabern gleich welchen Alters oder Geschlechts gerechtfertigt. Der Film beginnt mit einer Demonstration von Jemeniten vor der US-Botschaft. Dort werden plötzlich die US-Marines unter Feuer genommen und schießen zurück. Zunächst hat der Zuschauer Mitleid mit den Arabern, auch ein kleines etwa siebenjähriges Mädchen hat ein Bein verloren. Dann jedoch beginnt Tommy Lee Jones seine Ermittlungen und findet heraus, dass alle Araber lügen. Später stellt sich sogar heraus, dass sogar das kleine Mädchen auf die Amerikaner geschossen hat. So wird das Mitleid ausgelöscht und der Zuschauer sagt sich: „Nicht einmal die Kinder verdienen Mitleid“. Der Offizier sieht die massakrierten Jemeniten und gibt lakonisch „mission completed“ durch. Shaheen stellt sich die Frage, wozu solche Filme dienen sollen und stellt für sich fest: „Dem Friede diene diese Darstellung jedenfalls nicht“.

### Islamophobie
Die Islamophobie wird von Shaheen bereits als Teil der amerikanischen Alltagskultur angesehen. Die Dämonisierung hat auch den Effekt, dass es einfacher für die Politik ist, Araber im wirklichen Leben zu töten, wie es im Irakkrieg geschehen ist. Der Anschlag vom 11. September 2001 kann einfacher in das Weltbild eingeordnet werden. Man kann behaupten, die Aktionen der Terroristen würden die Wünsche von 1,3 Milliarden reflektieren. Allerdings würde niemand behaupten, die Aktionen des Ku-Klux-Klans würden das Christentum reflektieren. Timothy McVeigh war irischer Christ, niemand käme auf die Idee, seine Religion als Hintergrund des Anschlags zu sehen. Shaheen erinnert daran, wie nach dem Anschlag von Oklahoma ohne irgendwelche Beweise Politiker und Journalisten Muslime hinter der Tat vermuteten.
Dies sieht er als einen Effekt jahrzehntelanger Beeinflussung durch die Medien an. Einen besonderen Vorwurf macht Shaahen Fernsehserien wie etwa Sleeper Cell, die neben den in arabischen Ländern lebenden Arabern jetzt auch noch die arabischstämmigen Amerikaner unter Generalverdacht nehmen würden. Die neuen Serien dehnten den Kreis der Verdächtigen auch auf „westlich“ aussehende Araber aus.
Shaheen zeigt auch Beispiele von christlichen Fernsehsendern, die mit Hasspropaganda arbeiten. In einer Sendung wird die Zahl der Muslime von 1,3 auf 2 Milliarden aufgebläht, um ein Gefühl der Bedrohung zu erzeugen. Jedes Terrornetzwerk auf der Welt werde diesem Video zufolge von Muslimen geführt. Etliche nichtmuslimische Terrorgruppen werden unterschlagen. Man sieht Mike Gallagher gegen Muslime hetzen, indem er die Auffassung vertrete, jeder sei ein Terrorist. Diese Propaganda führe dazu, dass der Tod von Arabern oder deren Demütigung keine Gefühle mehr beim Zuschauer auslösen würde, bzw. das Mitgefühl stark reduzieren würde. Um das deutlich zu machen, blendet Shaheen eine Rede des populären Radiomoderators Rush Limbaugh ein, der über die Folterungen von Abu Ghuraib sagte, sie seien doch nicht schlimmer als „Initiationsrituale an Universitäten“. Shaheen sieht einen Zusammenhang zwischen der Beeinflussung der Medien und der angestiegenen Zahl sogenannter „Hate crimes“, also Verbrechen, die aus Hass auf eine bestimmte Gruppe ausgeübt werde, gegenüber Muslimen oder muslimisch aussehender Personen in den USA.

### Getting Real
Shaheen bemängelt, dass es wenig positive oder wenigstens normale Darstellungen von Arabern gibt. Man sieht kaum normale Teenager, Frauen und Familienväter, die ihre Familie mit Liebe behandeln. Arabische Christen kämen kaum vor. Shaheen zeigt einige wenige arabische Stand-up-Comedians, die sich über ihr Schicksal als Terrorverdächtige lustig machen. Der Komödiant Ahmed Ahmed schildert, wie er sich für eine Rolle als Araber bewarb: Er karikierte die antiarabischen Klischees bei seiner Performance und erntete Begeisterung und eine Zusage. Ihm wurde mitgeteilt, er solle sich allerdings noch ein bisschen „arabischer“ benehmen, was ein Synonym für „haßverzerrt“ und „fanatisch“ war.
Der Spielfilm Ein perfekter Mord zeige als Ausnahme einen normalen arabischstämmigen Araber, Three Kings zeige böse und gute Araber zugleich und sei damit wenigstens ausgeglichen. Eine Ausnahme sei auch Königreich der Himmel. Ebenfalls Syriana, der Terroristen einerseits und positive Araber andererseits zeige, sei ein Lichtblick in der Darstellung der Araber. Positiv sei auch Hideous Kinky. Shaheen zieht abschließend dennoch ein positives Fazit. Die rassistischen Vorurteile gegenüber Juden und Schwarzen seien auch abgebaut worden. Er verlange keine Besserbehandlung, sondern eine Gleichbehandlung von Arabern in Filmen.

## Weiteres
Ähnliche Dokumentarfilme sind Reel Injun und Imagining Indians, die sich mit der Verunglimpfung von Indianern beschäftigen.